# Vallejo (ville)
Pour les articles homonymes, voir Vallejo.
Vallejo est une municipalité du comté de Solano, en Californie, aux États-Unis. Sa population était de 126 090 habitants au recensement de 2020.
Située sur les rives de la baie de San Pablo, la ville est nommée d’après Mariano Guadalupe Vallejo, le célèbre général et homme d’État californien. La ville a été fondée en 1851 pour servir de capitale de la Californie entre 1852 à 1853, avant que le gouvernement californien ne déménage à Benicia, ainsi nommée en l’honneur de l’épouse du général Vallejo, Benicia Carrillo de Vallejo. L’année suivante, les autorités fondent le chantier naval de Mare Island, qui définit l’économie de Vallejo jusqu’au tournant du 21e siècle.

## Géographie
Selon le Bureau du recensement des États-Unis la ville a une superficie de 126,3 km2, 78,2 km2 de terre, 48,1 km2 d'eau, soit 38,07 % du total.

## Démographie
| 1880  | 1890  | 1900  | 1910   | 1920   | 1930   |
| ----- | ----- | ----- | ------ | ------ | ------ |
| 5 987 | 6 343 | 7 965 | 11 340 | 21 107 | 16 072 |

| 1940   | 1950   | 1960   | 1970   | 1980   | 1990    |
| ------ | ------ | ------ | ------ | ------ | ------- |
| 20 072 | 26 038 | 60 877 | 71 710 | 80 303 | 109 199 |

| 2000    | 2010    | - | - | - | - |
| ------- | ------- | - | - | - | - |
| 116 760 | 115 942 | - | - | - | - |

## Jumelages
Akashi (Japon)
 La Spezia (Italie)
 Bagamoyo (Tanzanie)
 Baguio City (Philippines)
 Jincheng (Corée du Sud)
 Trondheim (Norvège)
 Ensenada (Mexique)

### Pactes d'amitiés
Muju (Corée du Sud)
 Ennery (Haïti)
 Rota (Îles Mariannes du Nord)
 Zanzibar (Tanzanie)
 Prasun (Afghanistan)

## Économie
La ville a abrité jusqu'en 1996 le Mare Island Naval Shipyard, spécialisé dans la construction de navires militaires.

## 12edistrict naval
Les limites du Douzième District Naval, dont le siège est situé sur Mare Island (en) à Vallejo, ont été établies le 7 mai 1903 conformément à l'Ordre Général no 128, signé par le Secrétaire de la Marine par intérim Charles H. Darling. En 1945, le district avait son siège à San Francisco, Californie, et comprenait les zones géographiques suivantes : Colorado ; Utah ; Nevada, sauf le comté de Clark ; la partie nord de la Californie, y compris les comtés de San Luis Obispo, Kings, Tulare, Inyo, et tous les comtés situés au nord de celle-ci. Le douzième district naval a été supprimé en 1977 et ses fonctions ont été transférées au onzième district naval.

### Source
- (en) Cet article est partiellement ou en totalité issu de l’article de Wikipédia en anglais intitulé « Vallejo, California » (voir la liste des auteurs).